# North American X-10
North American X-10 známý také pod označením RTV-A-5 byl nadzvukový bezpilotní experimentální letoun vybavený dvojicí proudových motorů, který vznikl počátkem 50. let 20. století pro Letectvo Spojených států (USAF). Byl určen k testování různých funkcí souvisejících s bezpilotním letem, tedy k testování letových vlastností, navádění, navigačních a řídících systémů. Získané zkušenosti a technologie měly nalézt uplatnění u chystaných mezikontinentálních řízených střel SM-64 Navaho (B-64). Samotný letoun X-10 byl považován za kandidáta na řízenou střelu s jadernou hlavicí, ale pokrok ve vývoji mezikontinentálních balistických raket (ICBM) SM-65 Atlas a SM-68 Titan vedl k ukončení projektu. Byl prvním proudovým letounem s konfigurací křídel delta-kachní plochy s automatickým řízením a navigačním systémem až do rychlosti Mach 2.

## Konstrukce

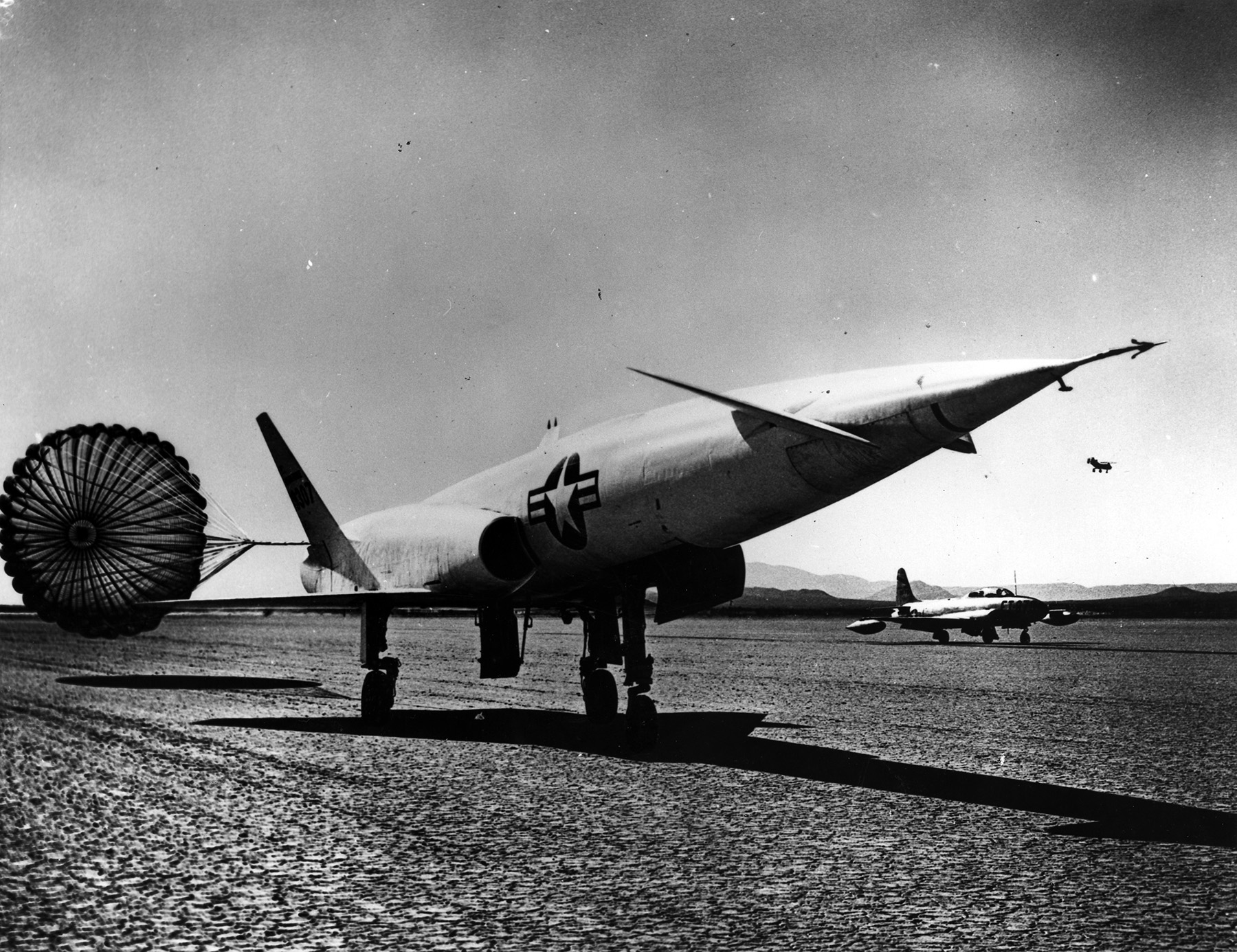
X-10 s rozvinutým brzdícím padákem.

Letoun X-10 byl bezpilotní dolnoplošník s hliníkovou konstrukcí a hlavním křídlem ve tvaru delta. Na přídi letounu se nachází plovoucí vodorovné plochy. Letoun X-10 byl vybaven dvojicí svislých ocasních ploch. K pohonu letounu sloužila dvojice proudových motorů Westinghouse XJ40-WE-1 s přídavným spalováním. Letoun vzlétal a přistával na zatahovacím příďovém podvozku. Při přistání mohl být využit brzdící padák. Letoun měl zvládat trvalý let rychlostí Mach 2, při němž by se trup letounu mohl zahřívat až na 240 °C. Trup letounu měl těmto teplotám odolat. K chlazení systémů na palubě se využívalo proudění hydraulické kapaliny, která pak procházela hlavní palivovou nádrží a fungovala tak, jako velký chladič.
V ozbrojené verzi by letoun přišel o podvozek místo něj by nesl hlavici do hmotnosti 3150 kg, rovněž by byla využita přední palivová nádrž, která měla prodloužit dolet s hlavicí až na 2000 km.

## Vývoj
Experimentální letoun X-10 vznikl v rámci snah usnadnění vývoje řízených střel s plochou dráhou letu. Společnost North American Aviation začala v květnu roku 1950 pracovat na přípravách testovacího letounu pro plánovanou mezikontinentální střelu Navaho, která měla dosahovat rychlosti Mach 3. Letoun 
X-10 měl být tedy obdobou plánované střely. Původně měl být vypouštěn z upraveného letounu B-36, ale od tohoto požadavku bylo upuštěno. V prosinci 1950 provedla společnost North American testy ve vlastním větrném tunelu v Santa Susanna s modelem letounu až do rychlosti Mach 2,87. USAF v květnu 1951 zkontrolovala maketu letounu, který byl pokročilejší než tehdejší pilotovaná letadla.  V prosinci 1952 byl dokončen první letoun, který posloužil ke zkouškám strukturální integrity. V září následujícího roku pak došlo k pojížděcím zkouškám na letecké základně Edwards. V říjnu 1953 pak došlo k prvnímu letu letounu X-10, který North American vedla pod označením vyvinula RTV-A-5  (Research Test Vehicle, Air Force). Letouny X-10 uskutečnili patnáct letů ze základny Edwards, dalších dvanáct letů bylo uskutečněno ze základny Cape Canevaral. Program letounu provázela řada nehod, při nichž byla většina z vyrobených letounů zničena. Program byl ukončen ve prospěch raketově poháněných ICBM.
Po ukončení programu Navaho byla trojice letounů X-10 převedena v roce 1958 k testování amerického protiletadlového systému CIM-10 Bomarc a Nike. I zde však letounům X-10 štěstí nepřálo dva stroje byly zničeny při přistání a třetí po ztrátě spojení.
Ačkoliv projekt letounů X-10 utrpěl řadu ztrát, přinesl program řadu zkušeností, které se později hodily u bezpilotních i pilotavných letadel, například u systémů fly-by-wire.

## Operační historie
| Přehled uskutečněných letů letounů X-10 | Přehled uskutečněných letů letounů X-10 | Přehled uskutečněných letů letounů X-10 | Přehled uskutečněných letů letounů X-10 | Přehled uskutečněných letů letounů X-10 | Přehled uskutečněných letů letounů X-10                                                                                         | Přehled uskutečněných letů letounů X-10 |
| Číslo letu                              | Datum                                   | Letoun                                  | Doba letu [minut]                       | Dosažená rychlost                       | Cíl letu | Poznámka |
| Lety ze základny Edwards                | Lety ze základny Edwards                | Lety ze základny Edwards                | Lety ze základny Edwards                | Lety ze základny Edwards                | Lety ze základny Edwards | Lety ze základny Edwards |
| --------------------------------------- | --------------------------------------- | --------------------------------------- | --------------------------------------- | --------------------------------------- | --- | --- |
| 1                                       | 14. října 1953                          | X-10 (19307)                            | 31                                      | Mach 0,75                               | První let | Došlo k problémům s podvozkem a brzdami |
| 2                                       | 5. prosince 1953                        | X-10 (19307)                            | 35                                      | Mach 0,75                               | Druhý let | Podvozek se nepodařilo zatáhnout. |
| 3                                       | 25. únor 1954                           | X-10 (19307)                            | ?                                       | Mach 0,69                               | Sběr aerodynamických dat při transonických rychlostech                                                                          | Selhal telemetrický systém. Tvrdé přistání, bez poškození. |
| 4                                       | 31. března 1954                         | X-10 (19307)                            | ?                                       | Mach 1,47                               | Sběr aerodynamických dat při transonických rychlostech                                                                          | První překonání zvukové bariéry. |
| 5                                       | 5. května 1954                          | X-10 (19308)                            | 72                                      | Mach 0,77                               | Test dálkové telemetrie a systému řízení letu                                                                                   | |
| 6                                       | 4. června 1954                          | X-10 (19308)                            | ?                                       | Mach 0,55                               | Výkonnové tesy, zkouška brzdového padáku                                                                                        | Levá část hlavního podvozku poškozena při startu, nebylo možné jej zatáhnout a dosáhnout tak požadovaných cílů.                                                   |
| 7                                       | 1. července 1954                        | X-10 (19308)                            | 8                                       | ?                                       | Výkonnové tesy, zkouška brzdového padáku                                                                                        | Vyskytl se požár během letu. Letoun byl zničen při následné nehodě.                                                                                               |
| 8                                       | 12. srpna 1954                          | X-10 (19310)                            | 39                                      | Mach 1,3                                | Zátěžový test konstrukce během letu.                                                                                            | |
| 9                                       | 3. září 1954                            | X-10 (19307)                            | ?                                       | Mach 0,44                               | Testování systému automatického přiblížení a přistání.                                                                          | Došlo k selhání sledovacího radaru. Nedošlo k vysunutí podvozku. Letoun přistál na břiše a byl poškozen.                                                          |
| 10                                      | 28. září 1954                           | X-10 (19310)                            | ?                                       | Mach 1,84                               | Zátěžový test konstrukce během letu. Testování systému automatického přiblížení a přistání.                                     | Letoun byl zničen při nehodě po selhání automatického přistávacího systému.                                                                                       |
| 11                                      | 1. prosince 1954                        | X-10 (19307)                            | 16                                      | Mach 0,54                               | Testování systému automatického přiblížení a přistání.                                                                          | Optimální fungování systému automatického přiblížení a přistání.                                                                                                  |
| 12                                      | 16. prosince 1954                       | X-10 (19307)                            | 16                                      | Mach 0,54                               | Stejný | Stejný |
| 13                                      | 22. února 1955                          | X-10 (19311)                            | ?                                       | Mach 0,94                               | Stejný | Zřítil se na soukromý pozemek poblíž El Mirage Valley, při ppřiblížení k letišti.                                                                                 |
| 14                                      | 11. března 1955                         | X-10 (19309)                            | -                                       | -                                       | Testování systému automatického přiblížení, přistání a nového rádiového systému.                                                | Výbuch při vzletu. |
| 15                                      | 25. března 1955                         | X-10 (19307)                            | ?                                       | ?                                       | Testování systému automatického přiblížení, přistání a směrového řízení.                                                        | Poslední let ze základny Edwards. |
| Lety ze základny Cape Canaveral         |                                         |                                         |                                         |                                         | | |
| 16                                      | 19. srpna 1955                          | X-10 (19312)                            | ?                                       | ?                                       | Řízení a kontrola stability. | První a poslední let 6. vyrobeného letounu. Letoun byl zničen při požáru po nárazu do zábrany po selhání brzdícího padáku.                                        |
| 17                                      | 24. října 1955                          | X-10 (GM 52-4)                          | ?                                       | ?                                       | Stejný | První a poslední let 11. vyrobeného letounu. Letoun byl zničen po poruše protiskluzového systému předního kola, následkem byla nehoda při vyjetí letounu z dráhy. |
| 18                                      | 3. února 1956                           | X-10 (GM 52-1)                          | 51                                      | Mach 1,9                                | Studium aerodynamických charakteristik při rychlostech okolo Mach 2. Testování systému pro přiblížení a automatického přistání. | Problém s brzdícím padákem. Menší poškození letounu. |
| 19                                      | 29. února 1956                          | X-10 (GM 52-1)                          | 62                                      | Mach 2,05                               | Studium aerodynamických charakteristik při rychlostech okolo Mach 2.                                                            | Rychlostní rekord letounu X-10 |
| 20                                      | 20. března 1956                         | X-10 (GM 52-1)                          | ?                                       | 460 km/h                                | Testy s různým úhlem náběhu a systému G-26.                                                                                     | |
| 21                                      | 24. dubna 1956                          | X-10 (GM 52-2)                          | 20                                      | Mach 1,4                                | Řízení a kontrola stability. | Letoun ztracen po ztrátě spojení s pozemní základnou. |
| 22                                      | 5. června 1956                          | X-10 (GM 52-5)                          | ?                                       | Mach 0,9                                | Testování navigačního systému.                                                                                                  | Porucha navigačního systému. Poškození letounu. |
| 23                                      | 18. července 1956                       | X-10 (GM 52-5)                          | ?                                       | ?                                       | Testování navigačního systému.                                                                                                  | Porucha navigačního systému. |
| 24                                      | 27. srpna 1956                          | X-10 (GM 52-1)                          | ?                                       | ?                                       | Nadzvukový let k cíli. | Zničen při dopadu. |
| 25                                      | 21. září 1956                           | X-10 (GM 52-6)                          | 79                                      | ?                                       | Testování navigačního systému.                                                                                                  | Poškození letounu. |
| 26                                      | 24. října 1956                          | X-10 (GM 52-6)                          | ?                                       | ?                                       | Testování navigačního systému.                                                                                                  | |
| 27                                      | 20. listopadu 1956                      | X-10 (GM 52-6)                          | ?                                       | Mach 1,3                                | Nadzvukový let k cíli. | Poslední let X-10 v rámci programu Navaho |
| Lety X-10 v programu DRONE              |                                         |                                         |                                         |                                         | | |
| 28                                      | 24. září 1958                           | X-10 (GM 52-5)                          | ?                                       | ?                                       | Létající cíl pro střely BOMARC a NIKE.                                                                                          | Zachycen úspěšně systémem BOMARC A. Střela BOMARC se přiblížila k letounu X-10. X-10 byl zničen při přistání po poruše brzdícího padáku po nárazu do zábrany.     |
| 29                                      | 13. listopadu 1958                      | X-10 (19313)                            | ?                                       | ?                                       | Létající cíl pro střely BOMARC a NIKE.                                                                                          | Střelu BOMARC se při tomto testu nepodařilo odstartovat. Letoun X-10 zničen po automatickém přistání po nárazu do bariéry.                                        |
| 30                                      | 26. ledna 1959                          | X-10 (GM 52-3)                          | ?                                       | ?                                       | Létající cíl pro střely BOMARC a NIKE.                                                                                          | Letoun zničen na dálku po elektronické poruše. |

## Zachované stroje
Jediný existující kus (sériové číslo 51-9307) se nachází ve sbírkách Národního muzea Letectva Spojených států v Daytonu ve státu Ohio.

## Specifikace
Údaje dle

### Technické údaje
- Délka: 20,2 m
- Rozpětí: 8,6 m
- Výška: 4,39 m
- Plocha křídla: 39,5 m²
- Profil křídla: NACA 66-006 (mod)
- Prázdná hmotnost: 11700 kg
- Vzletová hmotnost: 15876 kg
- Maximální vzletová hmotnost: 19183 kg
- Pohonná jednotka:  2 × Westinghouse XJ40-WE-1 každý o tahu 48 kN

### Výkony
- Maximální rychlost: 2100 km/h (Mach 2,08)
- Dostup: 14000 m
- Stoupavost: 26,54 m/s